# Лапа дьяволов
Лапа дьяволов — Devils Paw (или Devil’s Paw, или Boundary Peak 93) является высшей точкой Ледникового поля Джуно, на границе Аляски и Британской Колумбии. Это часть границы горного побережья. Это также заметно для его крутого подъёма над низким местным ландшафтом. Его высота иногда дается как 8507 футов (2,593 м).
Devils Paw расположен на северо-восточной стороне ледяного поля Джуно, а его северные склоны питаются озером Тулкэллах и ледником Тулкеспеа. Его южный склон образует главу живописно названного «шоссе Hades», который является восточной оконечностью Айсфилд.
Чтобы проиллюстрировать крутизну пика: северная грань падает на 7000 футов (2133 м.) примерно в трех милях (4,8 км), а юго-восточная сторона падает на 8000 футов (2438 м) примерно за семь миль (11,3 км).